# Адміністративний устрій Кіровоградської області
Адміністративний поділ Кіровоградської області, яка була утворена 10 січня 1939 року. Область налічує 4 адміністративні райони, 12 міст, 27 селищ, 991 сільські населені пункти.

## Таблиці адміністративних одиниць

### Райони області до адміністративно-територіальної реформи 2020 року
| №  | Назва              | Герб | Населення, тис. жит. | Територія, км² | Густота, чол./км² | Адміністративний центр | Карта |
| -- | ------------------ | ---- | -------------------- | -------------- | ----------------- | ---------------------- | ----- |
| 1  | Благовіщенський    |      | 28,7                 | 701            | 41                | Благовіщенське         |       |
| 2  | Бобринецький       |      | 31,5                 | 1496           | 21,0              | Бобринець              |       |
| 3  | Вільшанський       |      | 16,2                 | 645            | 25,1              | Вільшанка              |       |
| 4  | Гайворонський      |      | 43,5                 | 700            | 62                | Гайворон               |       |
| 5  | Голованівський     |      | 36,1                 | 992            | 36,3              | Голованівськ           |       |
| 6  | Добровеличківський |      | 42,9                 | 1297           | 33,1              | Добровеличківка        |       |
| 7  | Долинський         |      | 36,1                 | 1 255          | 30                | Долинська              |       |
| 8  | Знам'янський       |      | 30,2                 | 1334           | 22,6              | Знам'янка              |       |
| 9  | Компаніївський     |      | 16,7                 | 967            | 17,2              | Компаніївка            |       |
| 10 | Кропивницький      |      | 37,6                 | 1600           | 23,5              | Кропивницький          |       |
| 11 | Маловисківський    |      | 46,9                 | 1111           | 42,2              | Мала Виска             |       |
| 12 | Новгородківський   |      | 18,9                 | 997            | 19                | Новгородка             |       |
| 13 | Новоархангельський |      | 31,5                 | 1205           | 26                | Новоархангельськ       |       |
| 14 | Новомиргородський  |      | 35,8                 | 1032           | 34,7              | Новомиргород           |       |
| 15 | Новоукраїнський    |      | 48,4                 | 1668           | 29                | Новоукраїнка           |       |
| 16 | Олександрівський   |      | 30,0                 | 1159           | 31                | Олександрівка          |       |
| 17 | Олександрійський   |      | 38,6                 | 1854           | 22                | Олександрія            |       |
| 18 | Онуфріївський      |      | 21,7                 | 889            | 24,5              | Онуфріївка             |       |
| 19 | Петрівський        |      | 28,9                 | 1195           | 24,2              | Петрове                |       |
| 20 | Світловодський     |      | 16,6                 | 1219           | 14                | Світловодськ           |       |
| 21 | Устинівський       |      | 16,4                 | 942            | 17                | Устинівка              |       |

### Міста обласного значення
| № | Назва         | Герб | Населення міськради (01.01.2012) | Площа, км² | Склад         |
| - | ------------- | ---- | -------------------------------- | ---------- | ------------- |
| 1 | Кропивницький |      | 243 557                          | 111,90     | 1 смт         |
| 2 | Олександрія   |      | 92 835                           | 55         | 2 смт, 4 села |
| 3 | Знам'янка     |      | 29 692                           | 15         | 1 смт, 1 село |
| 4 | Світловодськ  |      | 54 775                           | 45         | 1 смт         |

## Історія
- 10 січня 1939 — утворена Кіровоградська область, до якої ввійшли 30 районів: Аджамський, Бобринецький, Велико-Висківський (скасований 25.09.1958), Витязівський, Добровеличківський, Долинський, Єлисаветградківський, Златопільський, Знам'янський, Кам'янський, Кіровоградський сільський, Компаніївський, Мало-Висківський, Новгородківський, Ново-Архангельський, Ново-Георгіївський, Ново-Миргородський, Ново-Празький, Ново-Український, Олександрівський, Олександрійський, Онуфріївський, Петрівський, Підвисоцький, Піщано-Брідський, Рівнянський, Тишківський, Устинівський, Хмелівський, Чигиринський; м. Кірове перейменоване на Кіровоград[3]
- 1939 — місто Знам'янка (Знаменка 1) віднесене до категорії міст обласного підпорядкування[4]
- 4 серпня 1941—8 січня 1944 — німецька окупація
- 17 січня 1945 — розукрупненням Олександрійського р-ну утворено (відновлено) Червонокам'янський район (Червона Кам'янка)[5]
- 21 травня 1945 та 7 березня 1946 була перейменована значна кількість сіл, сільрад і т. інш.[6][7][8]
- 26 листопада 1946 року — місто Олександрія віднесене до категорії міст обласного підпорядкування
- 7 січня 1954 — Златопільський, Кам'янський і 12 лютого 1954 Чигиринський райони ввійшли до Черкаської області.[9]
- 17 лютого 1954 року до складу Кіровоградської області включені Вільшанський, Гайворонський, Голованівський та Ульяновський райони Одеської області.[9]
- 7 червня 1957 — скасовано Тишківський район[10]
- 25 вересня 1958 — скасовано Великовисківський район[10]
- 21 січня 1959 — скасовано Червонокам'янський район[11]
- 16 липня 1959 — скасовані Аджамський і Підвисоцький райони[12]
- 12 листопада 1959 — скасовані Витязівський, Єлисаветградківський і Піщанобрідський райони[13]
- 25 жовтня 1962 — місто Хрущов перейменоване на Кремгес та віднесене до категорії міст обласного підпорядкування[14]
- 1962 — скасовано Новогеоргіївський район, утворено Кремгесівський район
- 30 грудня 1962 (адм.-тер. реформа в УРСР (1962)) — скасовано 12 районів: Вільшанський, Гайворонський, Голованівський, Знам'янський, Компаніївський, Новгородківський, Новомиргородський, Новопразький, Онуфріївський, Рівнянський, Устинівський і Хмелівський райони[14][15], — тобто залишилось 12 районів[16]; міста Гайворон, Знам'янка, Кремгес (до 25.10.1962 Хрущов), Новомиргород і Олександрія віднесені до категорії міст обласного підпорядкування
- 4 січня 1965 — відновлені Гайворонський, Голованівський, Знам'янський, Компаніївський, Новгородківський, Новомиргородський райони; міста Гайворон і Новомиргород віднесені до категорії міст районного підпорядкування[17][18]
- 20 листопада 1965 р. була перейменована значна кількість населених пунктів.[19]
- 1966 — утворені Вільшанський, Онуфріївський та Устинівський райони[20]
- 1969 — Кремгесівський район перейменовано на Світловодський
- 19 травня 2016 — Верховна Рада України перейменувала Ульянівський район на Благовіщенський.
- 14 липня 2016 — Верховна Рада України перейменувала місто Кіровоград на Кропивницький.
- 18 травня 2018 — у Верховній Раді України зареєстровано законопроєкт № 8380 про перейменування Кіровоградської області на Кропивницьку.[21]
- 20 листопада 2018 — Верховна Рада України направила в Конституційний суд України законопроєкт № 8380 «Про внесення змін до статті 133 Конституції України». За перейменування Кіровоградської області в Кропивницьку проголосували 228 депутатів. Але нова назва набуде чинності лише після розгляду цієї Постанови Конституційним Судом й ще одного голосування нардепів, уже за безпосередньо перейменування.